# National Highway 10 (Indien)
National Highway 10 (NH 10) ist eine Hauptfernstraße im Westen des Staates Indien mit einer Länge von 403 Kilometern. Sie beginnt nahe der pakistanischen Grenze in Fazilka im Bundesstaat Punjab und führt nach 72 km durch diesen Bundesstaat weitere 313 km durch den benachbarten Bundesstaat Haryana. Schließlich endet sie nach 18 km im Nationalen Hauptstadtterritorium Delhi in der Hauptstadt Neu-Delhi. Teile der NH 10 werden bis 2016 vierspurig ausgebaut.